# Leticia de Oyuela
Irma Leticia Silva de Oyuela (sinh ngày 20 tháng 8 năm 1935 tại Tegucigalpa - mất ngày 23 tháng 1 năm 2008) là một nhà sử học người Honduras.

## Cuộc đời
Bà là con gái của Leónidas Silva Valladares và Bertha Rodríguez Durón. Bà kết hôn với Felix Oyuela vào năm 1956. Họ có sáu người con. Trong khi tháp tùng chồng trong nhiệm vụ ngoại giao của mình, bà đã có cơ hội học tập tại Madrid và Rome.

## Sự nghiệp
Tegucigalpa, nơi bà đã hoàn thành luận án Cử nhân Khoa học và Thư về lịch sử Nghệ thuật Thuộc địa ở Honduras. Sau đó, bà đã lấy được bằng tốt nghiệp ngành Khoa học Xã hội và Pháp lý tại Đại học Tự trị Quốc gia Honduras.
Bà đã gặp nhà văn Oscar Acosta, người đã thành lập Nhà xuất bản Nuevo Continente và phụ trách Phòng trưng bày Leo cùng bà.
Bà cũng là một thành viên của Tổ chức Bảo tàng Museo del Hombre Hondureño.
Tác phẩm của bà chủ yếu hướng đến việc quảng bá văn hóa, mỹ thuật tạo hình của người Honduras và nghiên cứu xã hội học về phụ nữ ở đất nước bà. Trong số các tác phẩm học thuật của mình, bà đã viết cuốn sách El Naif en Honduras.

## Tác phẩm
- Notas sobre Ramón Rosa (1968), en colaboración con Ramón Oquelí
- Notas sobre la evolución histórica de la mujer en Honduras (1989)
- Cuatro hacendadas del siglo XIX (1989)
- Historia mínima de Tegucigalpa vista a través de las fiestas del patrono San Miguel a partir de 1680 hasta finales del siglo XIX (1989)
- Fe/ riqueza y poder. Antología crítica de documentos para la historia de Honduras (1992)
- José Manuel Gómes [sic], pintor criollo (1992)
- Mujer, familia y sociedad: una aproximación histórica (1993)
- Ramón Rosa: plenitudes y desengaños (1994);
- Religiosidad popular. Raíz de la identidad hondureña (1996)
- Dos siglos de amor (1998)
- De santos y pecadores. Un aporte para la historia de las mentalidades (1999)
- De la corona a la libertad (2000)
- La Virgen María en la plástica hondureña (2000)